# 大久保一億
大久保 一億（おおくぼ いちおく、1889年（明治22年）1月24日 - 1950年（昭和25年）2月3日）は、大日本帝国陸軍軍人。最終階級は陸軍少将。功四級。

## 経歴
1889年（明治22年）に東京府で生まれた。陸軍士官学校第22期卒業。1937年（昭和12年）8月2日に陸軍工兵大佐に進級し、10月14日に第10軍通信隊長に就任した。1938年（昭和13年）7月に第3通信隊長に転じ、1939年（昭和14年）3月9日に陸軍通信学校教官を経て、8月1日に陸軍通信学校教導隊長に着任した。
1940年（昭和15年）8月1日、陸軍少将進級と同時に台湾軍兵器部長に着任。1941年（昭和16年）11月に第14軍兵器部長に転じ、フィリピン攻略戦に出征し、1943年（昭和18年）3月1日に予備役に編入された。
1947年（昭和22年）11月28日、公職追放仮指定を受けた。